# 후쿠시마현 나카도리 지진
2011년 4월 후쿠시마현 나카도리 지진은 2011년 4월 12일 일본 후쿠시마현 나카도리에서 일어난 일본 기상청 규모 Mj6.4의 지진이다. 4월 11일 하마도리에서 지진이 일어난 지 21시간 후에 일어난 지진이다. 이 지진은 지난 3월 11일 일어난 도호쿠 지방 태평양 해역 지진의 여진이다.
지진으로 부상자 1명이 발생하였다. 또한 후쿠시마 제1 원자력 발전소에서 작업 중이던 인력을 대피시켰으나 원전의 추가 피해는 없었다고 밝혔다.

## 각지의 진도
일본 기상청 진도 계급 기준 5약 이상을 관측한 곳은 다음과 같다.
| 진도 | 도도부현   | 시구정촌                                                                                   |
| ---- | ---------- | ------------------------------------------------------------------------------------------ |
| 6약  | 후쿠시마현 | 이와키시                                                                                   |
| 6약  | 이바라키현 | 기타이바라키시                                                                             |
| 5강  | 후쿠시마현 | 아사카와정 후루도노정                                                                      |
| 5강  | 이바라키현 | 다카하기시                                                                                 |
| 5약  | 후쿠시마현 | 고리야마시·시라카와시·스카가와시·덴에이촌·나카지마촌·이시카와정·히라타촌·다무라시·나라하정 |
| 5약  | 이바라키현 | 히타치시·히타치나카시·나카시·오미타마시·호코타시                                           |

일본 기상청의 추정 진도 분포도에 따르면, 후쿠시마현 이와키시에서 진도7급의 흔들림이 있었던 것으로 추정하고 있다.

## 같이 보기
- 2011년 4월 후쿠시마현 하마도리 지진